# Province de Valdivia
La province de Valdivia est une province chilienne située au nord de la région des Fleuves. Elle a une superficie de 18 429,5 km² pour une population de 356 396 habitants. Sa capitale provinciale est la ville de Valdivia.

## Communes
La province est divisée en 12 communes: 
- Corral
- Futrono
- La Unión (Chili)
- Lanco
- Lago Ranco
- Los Lagos
- Mariquina
- Máfil
- Paillaco
- Panguipulli
- Río Bueno
- Valdivia

## Culture
Le Festival international du film de Valdivia (FICV) est l'événement cinématographique le plus important au Chili, l'un des plus importants au monde et en Amérique latine. Il se tient depuis 1994, généralement au cours du mois d'octobre.
La Foire du livre de Valdivia est organisée chaque année par la Corporation culturelle municipale de la ville, avec le soutien du bureau du gouverneur de Los Ríos, dans le parc du Saval. Dans ce contexte, plusieurs auteurs nés dans la région de Los Ríos se distinguent, tels que Maha Vial, Iván Espinoza Riesco, José Baroja, Aldo Astete Cuadra, Efraín Miranda Cárdenas, pour n'en nommer que quelques-uns.
Le concours Valdivia International Sculpture Symposium est répertorié comme l'un des événements les plus importants au Chili et prestigieux en Amérique latine.
Le Festival International de Jazz de Valdivia est né en juillet 2000. Il est aujourd'hui considéré comme le plus ancien festival du Chili et l'un des plus importants de ce genre musical dans le Cône Sud.